# Les Mange-pas-cher
Les Mange-pas-cher (titre original : Die Billigesser) est un roman de l'écrivain autrichien Thomas Bernhard publié en 1980 et paru en français le 2 juin 2005 aux éditions Gallimard.

## Résumé
Un narrateur sans nom raconte sa relation avec le protagoniste de l'histoire, Koller, et rapporte ses pensées et réflexions. Koller a perdu sa jambe à l'époque à cause d'une morsure de chien et de ses conséquences, un événement qu'il qualifie à la fois d'heureux et de malheureux. Quatre personnages, Einzig, Goldschmidt, Grill et Weninger, que Koller a rencontré à la Cantine Publique de Vienne après sa sortie de l'hôpital et qui choisissaient toujours les repas les moins chers, lui ont permis de reprendre son projet de traité de Physiognomonie,.

## Édition
Le roman, publié à Francfort en 1980, n'a pas été publié en français avant 2005. Oublié, il a été signalé au traducteur Claude Porcell par le demi-frère de Bernhard. Il est édité par Gallimard.